# Eurotariffa

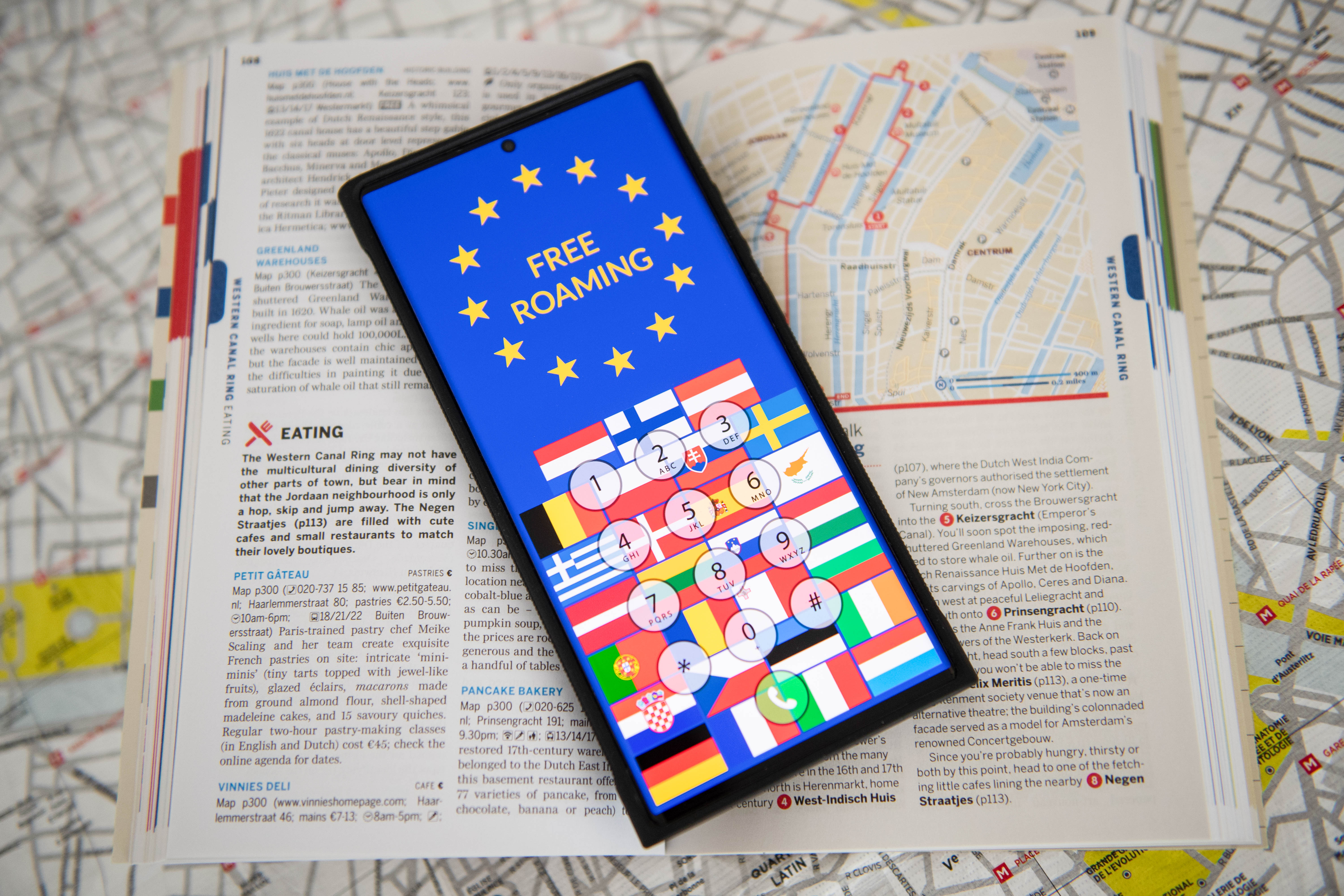
Illustrazione realizzata dalla Commissione europea

L'Eurotariffa è stato il piano di tariffazione del roaming internazionale deciso dall'Unione europea per tutti gli operatori di telefonia mobile comunitari al fine di garantire agli utenti delle reti pubbliche di comunicazione mobile che viaggiano all'interno dell'Unione di non pagare prezzi eccessivi rispetto alle tariffe competitive nazionali per i servizi vocali di roaming intracomunitario quando effettuano e ricevono chiamate, inviano e ricevono SMS e utilizzano servizi di trasmissione dati a commutazione di pacchetto. Tramite una serie di Regolamenti successivi, l'obiettivo dell'Unione Europea è stato quello di abolire totalmente i costi di roaming per viaggiatori occasionali.
La normativa di riferimento è il Regolamento (CE) N. 717/2007 del Parlamento Europeo, così come modificato dal Regolamento (CE) N. 544/2009.
Dal 15 giugno 2017, con la fine del roaming, l'Eurotariffa non esiste più. I possessori di un numero di telefono cellulare rientrante nello Spazio economico europeo (Unione Europea, Norvegia, Islanda, Liechtenstein) possono utilizzare le proprie offerte e tariffe nazionali da tutto il territorio di esso senza pagare alcun sovrapprezzo.

## Le origini
Il 12 luglio 2006 la Commissione europea ha presentato una proposta di regolamento comunitario inteso a ridurre fino al 70% le tariffe di roaming della telefonia mobile praticate nell'Unione europea, nella prospettiva del completamento del mercato interno. Nonostante molte resistenze da parte degli operatori mobili, il 23 maggio 2007 il Parlamento europeo ha votato, ad ampia maggioranza, a favore del Regolamento (CE) N. 717/2007.
In vigore dall'estate 2007 l'applicazione della normativa europea ha prodotto un notevole abbassamento delle tariffe voce e, dal 1º luglio 2009, degli SMS. Si calcola che già nel suo primo anno di applicazione la nuova Eurotariffa per il roaming abbia portato un risparmio di oltre il 60% per i 400 milioni di clienti mobili comunitari: le tariffe del 2007 avevano come tetto massimo, al netto delle imposte nazionali, 0,49 € al minuto per effettuare e a 0,24 € al minuto per ricevere una chiamata. Le precedenti tariffe medie per il roaming applicabili alle chiamate tra due Stati membri dell'UE invece ammontavano rispettivamente a 1,10 € e 0,58 €.

## I costi
Al momento si applica alla clientela finale solo il limite per le chiamate voce e gli SMS, mentre la navigazione in internet ha prezzi vincolanti solo per il traffico all'ingrosso tra gli operatori e non riflette direttamente quindi sulle tariffe in commercio.
Dal marzo 2010 la clientela finale è informata del costo dei servizi di trasmissione dati, in quanto le nuove norme impongono agli operatori di fornire, mediante SMS o finestra "pop-up", gratuitamente ai loro clienti informazioni specifiche per paese sulle tariffe di roaming non appena si recano in un altro Stato membro e utilizzano i servizi di dati.
Dal 1º luglio 2010, per evitare tariffazioni eccessive (il cosiddetto bill shock) è stato inoltre introdotto un meccanismo di blocco quando la spesa mensile per traffico dati raggiunge 50 euro, IVA esclusa, o un'altra soglia a scelta del consumatore. Tale soglia è valida sia per gli utenti privati, sia per gli utenti affari.
Questi i prezzi massimi, imposte locali escluse, per i clienti mobili europei con le scadenze programmate dall'Unione per la variazione dei prezzi.
L'azzeramento totale delle tariffe di roaming è previsto per il 15 giugno 2017 come stabilito il 30 giugno 2015 con norme da ratificare entro il 30 aprile 2016. Nel periodo compreso tra tale data e il 15 giugno 2017 è prevista, inoltre, solo una maggiorazione ai prezzi delle tariffe nazionali.
Per ogni singola tipologia, le tariffe maggiorate non potranno superare quelle previste dal periodo 01 luglio 2014 - 29 aprile 2016.

### Limiti massimi Eurotariffa
| In vigore dal                                                | In vigore dal         | 30.08.2007                                                                                                  | 30.08.2008                                                                                                  | 01.07.2009                                                                                                  | 01.07.2010                                                                                                  | 01.07.2011                                                                                                  | 01.07.2012                                                                                                  | 01.07.2013                                                                                                  | 01.07.2014                                                                                                  | 30.04.2016                                                                                                  | 15.06.2017                                                                                                  | 01/01/2018                                                                                                  | 01/01/2019                                                                                                  | 01/01/2020                                                                                                  | 01/01/2021                                                                                                  | 01/01/2022                                                                                                  |
| fino al                                                      | fino al               | 29.08.2008                                                                                                  | 30.06.2009                                                                                                  | 30.06.2010                                                                                                  | 30.06.2011                                                                                                  | 30.06.2012                                                                                                  | 30.06.2013                                                                                                  | 30.06.2014                                                                                                  | 29.04.2016                                                                                                  | 14.06.2017                                                                                                  | 31/12/2017                                                                                                  | 31/12/2018                                                                                                  | 31/12/2019                                                                                                  | 31/12/2020                                                                                                  | 31/12/2021                                                                                                  | |
|                                                              |                       | | | | | | | | | | | | | | | |
| Servizio                                                     | Unità                 | Prezzi massimi (*sovrapprezzo max) roaming internazionale in Unione Europea e paesi EEA (in euro senza IVA) | Prezzi massimi (*sovrapprezzo max) roaming internazionale in Unione Europea e paesi EEA (in euro senza IVA) | Prezzi massimi (*sovrapprezzo max) roaming internazionale in Unione Europea e paesi EEA (in euro senza IVA) | Prezzi massimi (*sovrapprezzo max) roaming internazionale in Unione Europea e paesi EEA (in euro senza IVA) | Prezzi massimi (*sovrapprezzo max) roaming internazionale in Unione Europea e paesi EEA (in euro senza IVA) | Prezzi massimi (*sovrapprezzo max) roaming internazionale in Unione Europea e paesi EEA (in euro senza IVA) | Prezzi massimi (*sovrapprezzo max) roaming internazionale in Unione Europea e paesi EEA (in euro senza IVA) | Prezzi massimi (*sovrapprezzo max) roaming internazionale in Unione Europea e paesi EEA (in euro senza IVA) | Prezzi massimi (*sovrapprezzo max) roaming internazionale in Unione Europea e paesi EEA (in euro senza IVA) | Prezzi massimi (*sovrapprezzo max) roaming internazionale in Unione Europea e paesi EEA (in euro senza IVA) | Prezzi massimi (*sovrapprezzo max) roaming internazionale in Unione Europea e paesi EEA (in euro senza IVA) | Prezzi massimi (*sovrapprezzo max) roaming internazionale in Unione Europea e paesi EEA (in euro senza IVA) | Prezzi massimi (*sovrapprezzo max) roaming internazionale in Unione Europea e paesi EEA (in euro senza IVA) | Prezzi massimi (*sovrapprezzo max) roaming internazionale in Unione Europea e paesi EEA (in euro senza IVA) | Prezzi massimi (*sovrapprezzo max) roaming internazionale in Unione Europea e paesi EEA (in euro senza IVA) |
| Valido per tutti i clienti mobili                            |                       | | | | | | | | | | | | | | | |
| Chiamate uscenti verso numeri di operatori comunitari ed EEA | costo al minuto       | 0,49 | 0,46 | 0,43 | 0,39 | 0,35 | 0,29 | 0,24 | 0,19 | 0,05* | tariffa nazionale                                                                                           | tariffa nazionale                                                                                           | tariffa nazionale                                                                                           | tariffa nazionale                                                                                           | tariffa nazionale                                                                                           | tariffa nazionale                                                                                           |
| Chiamate uscenti verso numeri di operatori comunitari ed EEA | tariffazione          | - | - | - | al secondo dal 31º (30/1)                                                                                   | al secondo dal 31º (30/1)                                                                                   | al secondo dal 31º (30/1)                                                                                   | al secondo dal 31º (30/1)                                                                                   | al secondo dal 31º (30/1)                                                                                   | al secondo dal 31º (30/1)                                                                                   | come da piano                                                                                               | come da piano                                                                                               | come da piano                                                                                               | come da piano                                                                                               | come da piano                                                                                               | come da piano                                                                                               |
|                                                              |                       | | | | | | | | | | | | | | | |
| Chiamate entranti da qualsiasi provenienza                   | costo al minuto       | 0,24 | 0,22 | 0,19 | 0,15 | 0,11 | 0,08 | 0,07 | 0,05 | 0,01 | gratis | gratis | gratis | gratis | gratis | gratis |
| Chiamate entranti da qualsiasi provenienza                   | tariffazione          | - | - | - | al secondo (1/1)                                                                                            | al secondo (1/1)                                                                                            | al secondo (1/1)                                                                                            | al secondo (1/1)                                                                                            | al secondo (1/1)                                                                                            | al secondo (1/1)                                                                                            | come da piano                                                                                               | come da piano                                                                                               | come da piano                                                                                               | come da piano                                                                                               | come da piano                                                                                               | come da piano                                                                                               |
|                                                              |                       | | | | | | | | | | | | | | | |
| SMS verso numerazioni comunitarie ed EEA                     | costo per messaggio   | - | - | 0,11 | 0,11 | 0,11 | 0,09 | 0,08 | 0,06 | 0,02* | tariffa nazionale                                                                                           | tariffa nazionale                                                                                           | tariffa nazionale                                                                                           | tariffa nazionale                                                                                           | tariffa nazionale                                                                                           | tariffa nazionale                                                                                           |
|                                                              |                       | | | | | | | | | | | | | | | |
| Traffico dati                                                | costo per Megabyte    | - | - | - | - | - | 0,70 | 0,45 | 0,20 | 0,05* | tariffa nazionale                                                                                           | tariffa nazionale                                                                                           | tariffa nazionale                                                                                           | tariffa nazionale                                                                                           | tariffa nazionale                                                                                           | tariffa nazionale                                                                                           |
| Traffico dati                                                | tariffazione          | - | - | - | - | - | - | per singolo kilobyte (1 kB/1 kB)                                                                            | per singolo kilobyte (1 kB/1 kB)                                                                            | per singolo kilobyte (1 kB/1 kB)                                                                            | come da piano                                                                                               | come da piano                                                                                               | come da piano                                                                                               | come da piano                                                                                               | come da piano                                                                                               | come da piano                                                                                               |
| Traffico dati                                                | spesa mensile massima | - | - | - | - | 50 € | 50 € | 50 € | 50 € | 50 € | 50 € | 50 € | 50 € | 50 € | 50 € | 50 € |
|                                                              |                       | | | | | | | | | | | | | | | |
| Prezzo all'ingrosso tra operatori                            |                       | | | | | | | | | | | | | | | |
| Chiamate uscenti verso numeri di operatori comunitari ed EEA | costo al minuto       | 0,30 | 0,28 | 0,26 | 0,22 | 0,18 | 0,14 | 0,10 | 0,05 | 0,05 | 0,032 | 0,032 | 0,032 | | | |
| Chiamate uscenti verso numeri di operatori comunitari ed EEA | tariffazione          | - | - | al secondo dal 31º                                                                                          | al secondo dal 31º                                                                                          | al secondo dal 31º                                                                                          | al secondo dal 31º                                                                                          | al secondo dal 31º                                                                                          | al secondo dal 31º                                                                                          | al secondo dal 31º                                                                                          | al secondo dal 31º                                                                                          | al secondo dal 31º                                                                                          | al secondo dal 31º                                                                                          | al secondo dal 31º                                                                                          | al secondo dal 31º                                                                                          | al secondo dal 31º                                                                                          |
|                                                              |                       | | | | | | | | | | | | | | | |
| SMS verso numerazioni comunitarie ed EEA                     | costo per messaggio   | - | - | 0,04 | 0,04 | 0,04 | 0,03 | 0,02 | 0,02 | 0,02 | 0,01 | 0,01 | 0,01 | | | |
|                                                              |                       | | | | | | | | | | | | | | | |
| Traffico dati                                                | prezzo al MB          | - | - | 1,024 | 0,8192 | 0,512 | 0,256 | 0,1536 | 0,0512 | 0,0512 | 0,0077 | 0,006 | 0,0045 | 0,0035 | 0,003 | 0,0025 |
| Traffico dati                                                | tariffazione          | - | - | - | per singolo kB (1 kB/1 kB)                                                                                  | per singolo kB (1 kB/1 kB)                                                                                  | per singolo kB (1 kB/1 kB)                                                                                  | per singolo kB (1 kB/1 kB)                                                                                  | per singolo kB (1 kB/1 kB)                                                                                  | per singolo kB (1 kB/1 kB)                                                                                  | per singolo kB (1 kB/1 kB)                                                                                  | per singolo kB (1 kB/1 kB)                                                                                  | per singolo kB (1 kB/1 kB)                                                                                  | per singolo kB (1 kB/1 kB)                                                                                  | per singolo kB (1 kB/1 kB)                                                                                  | per singolo kB (1 kB/1 kB)                                                                                  |
|                                                              |                       | | | | | | | | | | | | | | | |
|                                                              | Prima                 | | | | | | | | | | | | | | | |
|                                                              | Dopo                  | | | | | | | | | | | | | | | |
|                                                              | Oggi                  | | | | | | | | | | | | | | | |

NOTA: I campi segnati con (*) Indicano il massimo sovrapprezzo alla tariffa o pacchetto nazionale.

## I paesi
L'Eurotariffa si applica nei 27 Stati membri dell'Unione europea ed è stata ampliata, dal 1º gennaio 2008, ai 4 stati che con l'UE formano lo Spazio Economico Europeo (EEA): Islanda, Norvegia, Regno Unito e Liechtenstein. Essi fanno parte dell'EFTA assieme alla Svizzera che però non ha aderito ufficialmente al regolamento EEA.
Questo l'elenco completo dei 31 paesi aderenti:
- Austria
- Belgio
- Bulgaria
- Cipro, (esclusa la repubblica turca di Cipro del Nord)
- Croazia
- Danimarca
- Estonia
- Finlandia
- Francia, compresi gli operatori di Guadalupa, Guyana francese, Martinica e Réunion
- Germania
- Grecia
- Irlanda
- Islanda
- Italia
- Lettonia
- Liechtenstein
- Lituania
- Lussemburgo
- Malta
- Moldavia (dal 1° gennaio 2026)
- Norvegia
- Paesi Bassi
- Polonia
- Portogallo, comprese le Isole Azzorre e Madera
- Regno Unito, compresa Gibilterra
- Repubblica Ceca
- Romania
- Slovacchia
- Slovenia
- Spagna, comprese le Isole Canarie
- Svezia
- Ungheria
- Ucraina (dal 1° gennaio 2026).

La Svizzera, come Andorra e altri Stati confinanti, è talvolta inserita nell'area dei paesi comunitari solo in caso di bilateralità tra gli operatori e/o per scelta commerciale unilaterale: il gestore della Repubblica di San Marino, Prima, quando era ancora operativa, aveva a sua volta spontaneamente applicato ai propri clienti una tariffa "Area Euro" che ricalcava la normativa comunitaria.

## Il paradosso dell'Eurotariffa
Con paradosso dell'Eurotariffa si indica il fenomeno per cui molte tariffe, sia in Italia sia in altri Paesi UE, hanno costi maggiori sul suolo nazionale di quelli operati in roaming.
In Italia, ad esempio, inviare un SMS nazionale costa (considerando solo le tariffe dei quattro operatori principali, escludendo gli operatori virtuali) dai 7 cent (Vodafone Senza Scatto New) fino ai 29 cent (Vodafone 25), ma comunque generalmente sopra i 10 cent, mentre inviarlo da un altro Paese UE verso la stessa numerazione ne costa solo 7,32 (6 cent + IVA).
Le due Autorità Garanti italiane hanno aperto un'indagine per risolvere il paradosso nel maggio 2009. Dopo un'intensa opera di persuasione morale da parte di AGCom, i gestori telefonici hanno introdotto a partire da febbraio 2010 almeno una tariffa (sia per i prepagati sia per i postpagati) il cui costo degli SMS è allineato a quello previsto dall'Eurotariffa. Tuttavia, con le progressive riduzioni dell'Eurotariffa negli anni successivi, il paradosso dell'Eurotariffa è nuovamente riemerso.
A settembre 2016 fra i quattro operatori italiani solo Vodafone Italia e Wind (oggi WindTre) avevano nella loro offerta una tariffa (Vodafone Senza Scatto New e Wind 1) che risolveva il paradosso, con SMS a 7,3 cent e 7 cent rispettivamente. La prima tariffa considerava anche l'altra indicazione dell'AGCom: avere almeno una tariffa senza scatto alla risposta e tariffazione al secondo da attivare gratuitamente per tutti i clienti, mentre la Wind 1 aveva lo scatto iniziale ma era attivabile gratuitamente.
Dal 15 giugno 2017, con l'abolizione del vincolo dell'eurotariffa, alcuni operatori hanno rimosso dal listino le tariffe sopracitate (TIM aveva già rimosso TIM A Secondi, conforme alla richiesta AGCOM, a maggio 2016 a seguito della variazione dell'Eurotariffa).
Tuttavia, da maggio a ottobre 2017, per le nuove attivazioni, TIM non consentiva il cambio piano gratuito verso il profilo a consumo TIM Base New ma soltanto verso TIM A Secondi (non presente a listino ma ancora attivabile da terminale): il piano predefinito TIM One Prime go prevedeva, contrariamente a quanto indicato dal Decreto Bersani, un costo fisso settimanale aggiuntivo al traffico telefonico.
Anche altri operatori hanno introdotto tariffe con costo fisso settimanale come piano predefinito, ma consentono da sempre il cambio gratuito.

## Aggiramento dell'Eurotariffa
L'escamotage delle compagnie telefoniche per eludere l'Eurotariffa era quello di attivare in automatico una sorta di tariffa flat giornaliera che addebitava 2 e 3 euro al primo evento di traffico (prima chiamata ricevuta/effettuata o SMS inviato) della giornata, comprensiva di un considerevole pacchetto di minuti di conversazione, SMS e traffico dati che raramente venivano utilizzati per intero dai clienti in viaggio in Europa.
Quindi il costo per l'utente medio risultava decisamente più alto rispetto all'Eurotariffa e l'unico modo per usufruire di quest'ultima era disattivare queste opzioni per l'estero attivate di default dalle compagnie (TIM in viaggio full, Vodafone passport, ecc.).

## Costi tra operatori
L'abbattimento dei costi del roaming è possibile grazie anche all'abbattimento del costo all'ingrosso del traffico cellulare che gli operatori eseguono l’uno su l’altro durante il roaming. Più precisamente, il 15 giugno 2017 le chiamate vocali sono passate da 0,05 € a 0,032 €, mentre gli SMS costano 0,01 €. Il traffico dati subisce invece un procedimento più lungo, essendo passato da 8,50 a 7,70 € per ogni gigabyte, prezzo che a dicembre 2017 si è ridotto a 6 €, a gennaio 2019 a 4,50 €, a gennaio 2020 a 3,50 €, l'anno successivo si ridurrà a 3 € e a 2,5 € il primo gennaio 2022.